# Bær
Botanisk er et bær en kødet frugt med flere kerner i, f.eks. tomat eller solbær. I daglig tale bruges ordet bær om mange små kødede frugter, særligt dem som er søde og/eller spiselige, også dem der som f.eks. jordbær og kirsebær botanisk set ikke er bær. Listerne nedenfor indeholder både bær i den botaniske forstand og i den folkelige.

## Mest kendte spiselige bær
- Agurk
- Avocado
- Banan
- Blåbær
- Brombær
- Hindbær
- Hyldebær
- Jordbær
- Jostabær = solstik
- Kirsebær
- Mirabeller
- Morbær
- Multebær
- Ribs
- Rønnebær
- Skov-Jordbær
- Solbær
- Stikkelsbær
- Tomat
- Tranebær
- Tyttebær
- Vindruer
  - Rosin

## Andre spiselige
- Agerbær
- Ananaskirsebær
- Boysenbær
- Bøllebær
- Enebær
- Fruebær
- Havtorn
- Hyben
- Hæg
- Jordbærhindbær
- Jødekirsebær
- Kirsebær-Kornel
- Korbær
- Krægebær
- Laurbær
- Melbær
- Revling
- Slåen

## Spiselige, men bør undgås
- Taks

## Ikke spiselige
- Bittersød natskygge
- Etbær
- Galdebær
- Galnebær
- Kesmerbær
- Snebær

## Ukendt spisestatus
- Hvid Kornel
- Blommetaks